# 穆罕默德·法里德·哈比卜
穆罕默德·法里德·哈比卜（1959年—）海軍上將是孟加拉国海军的第14任參謀長。他是孟加拉國海軍历史上第一位四星级海軍上將。